# 요니 렙
욘 니콜라스 "요니" 렙(네덜란드어: John Nicholaas "Johnny" Rep, 1951년 11월 25일 ~ )은 네덜란드의 전 축구 선수이자 축구 지도자로, 선수 시절 포지션은 공격수였다.
렙은 ZFC 잔담 (ZFC Zaandam) 유스 출신으로, 1971년 아약스에서 프로 선수 생활을 시작하였다. 1973년 베오그라드에서 벌어진 유벤투스와의 유러피언컵 1972-73 결승전에서 결승골을 넣어, 아약스의 3연속 대회 우승(1971년, 1972년, 1973년)에 공헌하였으며, 1975년까지 아약스에서 97경기에 출전해 41골을 넣었다.
1975년 스페인 프리메라리가의 발렌시아로 이적해 1977년까지 55경기에서 22골을 넣었으나 주목을 받지는 못하였고, 1978년 프랑스 르샹피오나의 SC 바스티아로 이적해 인상적인 활약을 펼치면서, 팀의 UEFA컵 1977-78 준우승에 공헌하였다.
1979년 같은 리그의 AS 생테티엔으로 이적해 1980-81 시즌 리그 우승에 공헌하였으며, 이후 네덜란드의 FC 즈볼러, 페예노르트, HFC 하를럼에서 선수 생활을 하고, 1987년 선수 생활을 마쳤다.
네덜란드 축구 국가대표팀에는 1973년부터 1981년까지 42경기에서 12골을 넣었으며, 1974년 FIFA 월드컵과 1978년 FIFA 월드컵에서 네덜란드의 두 번 연속 준우승에 기여하였다. 그 후 1982년 FIFA 월드컵 유럽 지역 예선에서 네덜란드가 프랑스에게 밀려 탈락이 확정되면서 대표팀에서 은퇴하였다.
은퇴 후에는 지도자의 길을 걸어, 네덜란드 하부 리그의 더 즈바르터 사펀 (De Zwarte Schapen), 옴니보를트 (Omniworld), 텍설'94 (Texel'94), 옴니보를트 스카우트 등을 지냈다.